# Clurichaun

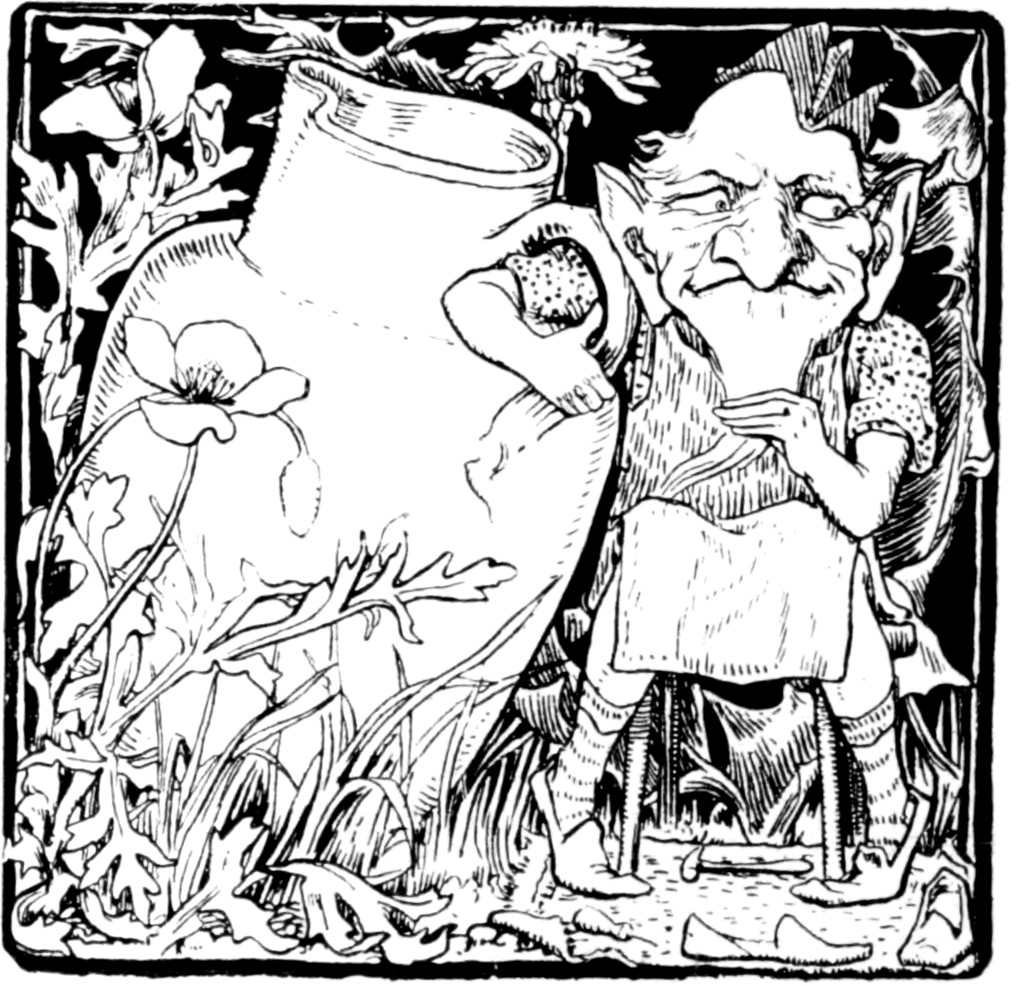
Una representación de un Clurichaun en T. C. Croker's Fairy Legends and Traditions of the South of Ireland.

El clurichaun (/ˈklʊərɨkɔːn/) (en irlandés: clobhair-ceann), es un ser feérico irlandés, borracho, solitario y hostil, "imagen nocturna y maligna" del leprechaun. Viven por las noches y les gusta montar ovejas y perros como si fueran caballos.
Se dice que si los tratas bien, cuidarán de tu bodega, pero si se les trata mal, causarán desmanes en tu casa y derramarán todo tu vino.